# Державний гідрометеорологічний інститут
Державний гідрометеорологічний інститут (хорв. Državni hidrometeorološki zavod) — орган державного управління Хорватії в галузі метеорології, гідрології та якості повітря. Входить до світової мережі національних метеорологічних і гідрологічних служб під егідою Всесвітньої метеорологічної організації.

## Історія
Найстарішою хорватською метеорологічною станцією, яка постійно працювала, була Загреб-Грич, створена 1861 року.
27 серпня 1947 року постановою уряду Народної Республіки Хорватія засновано Управління гідрометеорологічної служби (хорв. Uprava hidrometeorološke službe). До 1956 року установа називалася Гідрометеорологічним інститутом Соціалістичної Республіки Хорватія, а потім — Республіканським гідрометеорологічним інститутом. Зі здобуттям Хорватією незалежності в 1991 році інститут працює під сучасною назвою. 1992 року Хорватію прийнято до Всесвітньої метеорологічної організації.
З моменту заснування інститут знаходився у Загребі за адресою Грич, 3. Коли його будівля на Гричі у березні 2020 року постраждала від землетрусу, осідок інституту було перенесено у будинок за адресою Равнице, 48. Його структурні підрозділи знаходяться в Загребі за адресою Боронгайський шлях 83/1 і проспект Вечеслава Холєваця 20 (частина сектору якості повітря) та у Спліті (Глаголяшка вул., 11) і Рієці за адресою Ріва, 20. Головні метеорологічні станції розташовані в тридцяти сімох місцях по всій Хорватії, існує також вісім радіолокаційних центрів.
З 2017 року генеральним директором інституту є доктор Бранка Іванчан-Піцек.